# János Kornis
János Kornis de Gönczruszka (Kolozsvár, 15 september 1781 - aldaar, 15 augustus 1840) was een Hongaars bestuurder in het keizerrijk Oostenrijk.
Graaf Kornis was een telg van de adellijke familie Kornis en een zoon van graaf Zsigmond Kornis (1750-1809) en gravin Krisztina Gyulay de Marosnémeth (1760-1785). In 1817 werd hij bestuurder van Kővár, thans in het Boedapestse District II, nadien vice-voorzitter van de Zevenburgse regering en geheimraad (wirklicher Geheimrat) in 1827. In 1838 werd hij de Habsburgse gouverneur van Zevenburgen tot aan zijn dood in 1840.